# SunStroke Project

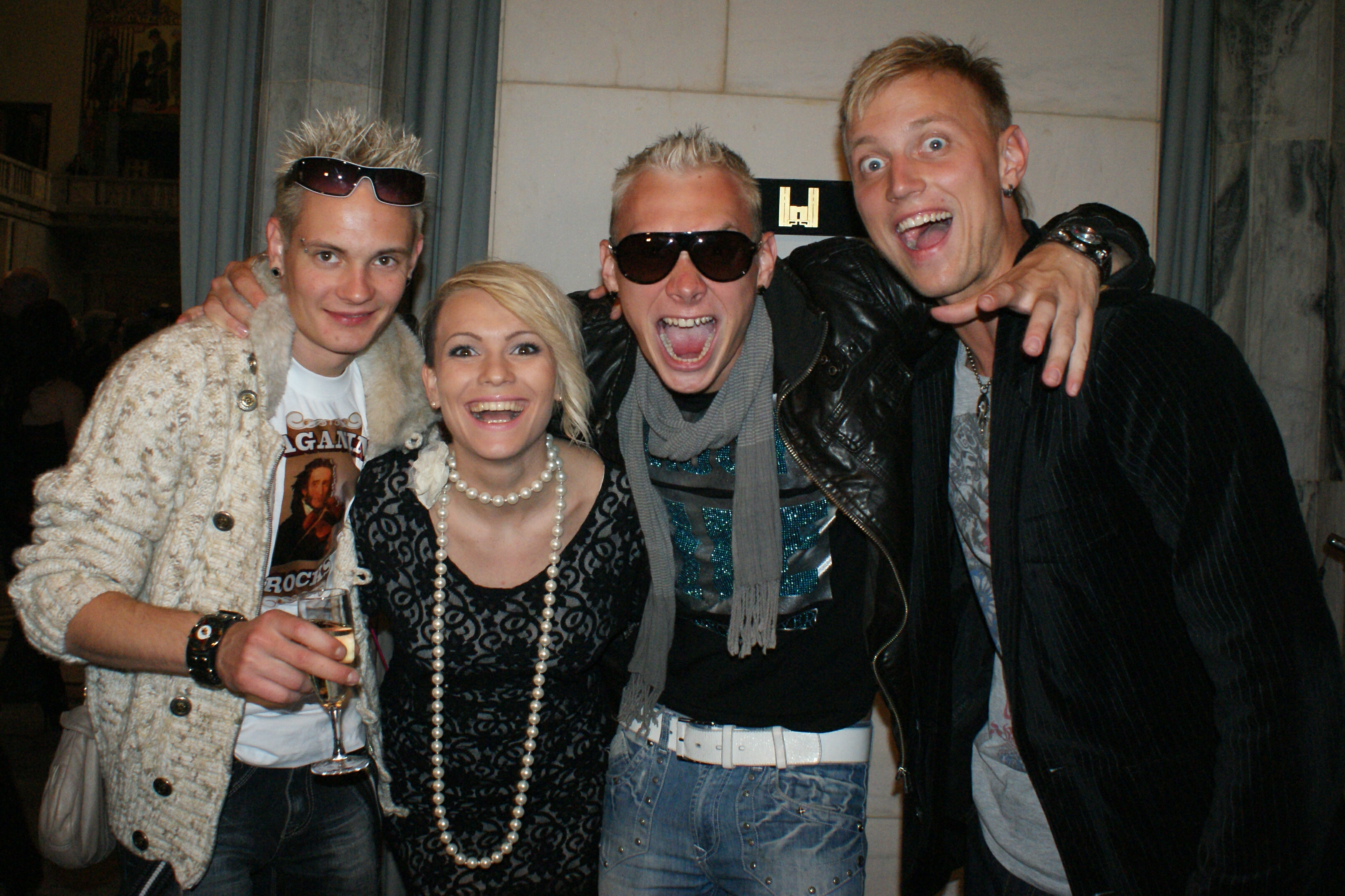
Sun Stroke Project & Olia Tira i samband med ESC 2010.

SunStroke Project är ett band från Moldavien.

## Eurovision Song Contest 2010
Den 6 mars 2010 deltog SunStroke Project tillsammans med Olia Tira i den moldaviska nationella uttagningen till Eurovision Song Contest 2010, O melodie pentru Europa 2010, med låten "Run Away". Där vann de efter att ha fått flest jury & SMS-röster av alla.
Bandet var med i Eurovision Song Contest 2010 där de slutade på 22:a plats i finalen. 
År 2017 kom de tillbaka till Eurovisionen med låten Hey mamma. De gick vidare från Semifinal 1 och kom på tredje plats i finalen.

## Medlemmar
Bandet består av Anton Ragoza (violin), Sergey Stepanov även kallad Epic Sax Guy (saxofon) och Sergei Yalovitskiy (sång). Mellan år 2007 och 2009 var även Pavel Parfeni en del av bandet.

## Diskografi

### Singlar
- 2010 - Run Away (Moldaviens bidrag i Eurovision Song Contest 2010)
- 2014 - Sunstroke Project
- 2017 - Hey Mamma
- 2017 - Sun Gets Down